# Diecéze assuraská
Diecéze Assuras je titulární diecéze římskokatolické církve.

## Historie
Assuras (ruiny u Zanfouru v dnešním Tunisku) je starobylé biskupské sídlo nacházející se v římské provincii Afrika Proconsolare a byla sufragánnou arcidiecéze Kartágo.
Jsou známý sedm biskupů této diecéze. Fortunatianus, který byl sesazen za pronásledování Deciem; od Svatého Cypriána víme, že se Fortunatianus se pokusil získat biskupské místo, z něhož byl sesazen. Na jeho místo byl zvolen Epittetus, který zemřel před rokem 256; je uctíván jako mučedník, v Římském martyrologiu se jeho svátek slaví 9. ledna. Nástupcem Epitteta byl Victorius, který se roku 256 zúčastnil koncilu v Kartágu, kde Svatý Cyprián projednával otázku Lapsi. 
Prætextatus biskup donatista, který se roku 393 zúčastnil koncilu v Cabarsussi; roku 394 byl odsouzen s ostatními biskupy maximianisty na koncilu v Bagai. Podle svědectví Svatého Augustina, Prætextatus byl jedním z dvanácti světiteli[zdroj?] Maximiana, biskupa donatisty z Kartága v kompetenci Primiana. Stejný svatý Augustin mluví o Prætextatově smrti, ke které došlo před rokem 400.
Poté je znám biskup Evangelus, který se zúčastnil koncilů v Kartágu v letech 397, 401, 411. Dalším biskupem donatistou byl Rogatus, který byl zvolen po smrti Prætextata. Poslední známý biskup je Peregrinus, zúčastněný roku 484 koncilu v Kartágu vandalského krále Hunericha, po kterém byl vyhoštěn. 
Dnes je využívána jako titulární biskupské sídlo; současným titulárním biskupem je Jesús Esteban Sádaba Pérez, apoštolský vikář Aguarica.

## Seznam biskupů
- Fortunatianus (? – asi 251)
- Epittetus (? – před rokem 256)
- Victorius (zmíněn roku 256)
  - Prætextatus (před rokem 393 – před rokem 400) (biskup donatista)
- Evangelus (před rokem 397 – po roce 411)
- Rogatus (zmíněn roku 418)
- Peregrinus (zmíněn roku 484)

## Seznam titulárních biskupů
- 1743 – 1761 Pietro Gioeni
- 1753 – ? Jean-Baptiste Maigrot
- 1756 – 1772 Michele Antonio Chiavassa, O.C.D.
- 1765 – 1779 Franz Anton Xaver von Scheben
- 1780 – 1783 Sébastien-Charles-Philibert de Roger de Cahuzac de Caux
- 1798 – 1801 Blas Joaquín Alvarez Palma
- 1803 – 1805 Benito María de Moxó y Francolí, O.S.B.
- 1818 – ? Rodolfo Brignole Sale
- 1886 – 1887 Ceslaus Reynen, O.P.
- 1890 – 1938 Hubert Otto, C.I.C.M.
- 1940 – 1955 Alphonse Charles Kirmann, S.M.A.
- 1955 – 1965 Ernest Victor Tweedy
- 1965 – 1978 Augustin-Joseph Antoine Sépinski, O.F.M.
- 1983 – 1984 Reginald Joseph Orsmond
- 1989 – 1989 František Vaňák
- od 1990 Jesús Esteban Sádaba Pérez, O.F.M.Cap.